# Mozah bint Nasser al-Missned
Mozah bint Nasser al-Missned (in arabo موزا بنت ناصر المسند‎?; Al-Khor, 15 gennaio 1959) è la seconda delle tre mogli di Hamad bin Khalifa Al Thani, emiro del Qatar dal 1995 al 2013 e madre dell'attuale emiro Tamim bin Hamad Al Thani.

## Biografia
Figlia di Nasser bin Abdullah Al-Missned, ha sposato l'emiro (all'epoca principe della corona) nel 1977, mentre era ancora studentessa. Si è laureata presso l'Università del Qatar nel 1986 e attualmente ricopre diverse cariche nel suo paese e all'estero:
- Presidente della Qatar Foundation for Education, Science and Community Development.
- Presidente del Supreme Council for Family Affairs dell'UNAOC, l'Alleanza delle Civiltà delle Nazioni Unite.
- Vice-presidente del Supreme Education Council dell'Unaoc.[1]
- Inviata speciale per l'Istruzione di Base e Superiore dell'UNESCO.[2]

Ha sette figli, cinque maschi e due femmine;
- Sceicco ed Emiro Tamim bin Hamad Al Thani.
- Sceicco Jassim bin Hamad bin Khalifa Al Thani.
- Sceicco Joaan bin Hamad bin Khalifa Al Thani.
- Sceicco Khalifa bin Hamad bin Khalifa Al Thani.
- Sceicco Mohammed bin Hamad bin Khalifa Al Thani.
- Sceicca Al-Mayassa bint Hamad bin Khalifa Al Thani.
- Sceicca Hind bint Hamad bin Khalifa Al Thani.

Al contrario di altre regine consorti del Medio Oriente, Mozah è attivamente coinvolta nella vita politica del proprio paese, tanto da essere al 79º posto nella classifica delle 100 donne più potenti, stilata dalla rivista Forbes.